# Mary O’Kane
Mary Josephine O’Kane (* 1954 in Mount Morgan, Queensland, Australien) ist eine australische Ingenieurin. Sie ist Vorsitzende der unabhängigen Planungskommission von New South Wales. Sie ist außerdem Unternehmensdirektorin und geschäftsführende Vorsitzende von O’Kane Associates, einem in Sydney ansässigen Beratungsunternehmen.

## Leben und Karriere
O’Kane studierte an der University of Queensland, wo sie mit einem Bachelor of Science in den Fächern Mathematik und Physik abschloss.
Sie begann ihre Promotion an der Australian National University und erhielt ein Stipendium, das ihr einen Forschungsaufenthalt an der Universität Turin ermöglichte. Sie erhielt ihren Doktortitel im Jahr 1982.
O’Kane kehrte nach Australien zurück, wo sie an der University of Technology, Sydney arbeitete. Sie erhielt einen Lehrauftrag für Künstliche Intelligenz und Rechentheorie an der University of Canberra  und war von 1989 bis 1993 Dekanin der Fakultät für Informationswissenschaften und Ingenieurwesen an der University of Canberra. Im Jahr 1994 wechselte sie an die University of Adelaide, wo sie als stellvertretende Vizekanzlerin (Forschung) und Professorin für Elektrotechnik und später als Vizekanzlerin und Präsidentin von 1996 bis 2001 tätig war.
Sie ist Fellow der Academy of Technological Sciences and Engineering und der Royal Society of New South Wales sowie Honorary Fellow von Engineers Australia.
O’Kane gründete ihr eigenes Beratungsunternehmen, das für staatliche und private Auftraggeber tätig ist. Das Unternehmen hat die Cooperative Research Centres und das Bureau of Meteorology auditiert.
Im Jahr 2008 wurde O’Kane vom damaligen Premierminister von New South Wales Nathan Rees zur leitenden Wissenschaftlerin und Ingenieurin des Bundesstaates ernannt. Zu ihren Aufgaben gehörte die Durchführung einer unabhängigen Überprüfung von Aktivitäten im Zusammenhang mit Coal Bed Methane (CBM), wobei der Schwerpunkt auf der menschlichen Gesundheit und den Umweltauswirkungen lag. Die Berichte über die Ergebnisse der Überprüfung wurden 2013 und 2014 veröffentlicht.
Sie untersuchte im Auftrag der Regierung die Energiesicherheit des Bundesstaates, den Rückgang der Koala-Populationen, die Kohlenstaubemissionen der Bahn und die Luftqualität in Straßentunneln. Im Jahr 2018 trat O’Kane nach fast zehn Jahren in dieser Funktion zurück, um den Vorsitz der unabhängigen Planungskommission von NSW (ehemals NSW Planning Assessment Commission) zu übernehmen.

## Preise und Auszeichnungen
O’Kane wurde mit dem Erna-Hamburger-Preis 2017 ausgezeichnet. Der Preis wird von der École polytechnique fédérale de Lausanne in der Schweiz an führende Wissenschaftlerinnen verliehen.
Ebenfalls 2017 erhielt O’Kane die Peter Nicol Russell Memorial Medal, den bedeutendsten Ingenieurpreis Australiens.
O’Kane wurde im Rahmen der Australia Day Honours 2016 zum Companion of the Order of Australia, der höchsten zivilen Auszeichnung Australiens, ernannt, und zwar für „herausragende Verdienste um Wissenschaft und Technik, als Beitrag zur Entwicklung der nationalen Politik und Verwaltung, zur Förderung der Technologieforschung und der künftigen Energieversorgung, zur Hochschulbildung und als Vorbild für junge Wissenschaftler“.
Im selben Jahr erhielt O’Kane die erste Ada-Lovelace-Medaille der UNSW Sydney für ihren Beitrag zu Australien, in den vergangenen 30 Jahren in zahlreichen und unterschiedlichen Funktionen.
Im Jahr 2014 wurde O’Kane mit der Pearcey-Medaille ausgezeichnet, um ihren Beitrag zur Entwicklung und zum Wachstum der IKT-Berufe, der Forschung und der Industrie zu würdigen.